# 蘭德斯敦 (馬里蘭州)
蘭德斯敦（英語：Randallstown）是位於美國馬里蘭州巴爾的摩縣的一個普查規定居民點。

## 人口
根據2020年美國人口普查的數據，蘭德斯敦的面積為26.51平方千米，當中陸地面積為26.48平方千米，而水域面積為0.03平方千米。當地共有人口33655人，而人口密度為每平方千米1,269.52人。